# Бахучара Мата
Бахучара Мата (хинди: बहुचरा माता; гуджарати: બહુચર માતા) — это индуистская богиня целомудрия и плодородия в её девственном аспекте. Богиня Бахучара Мата дарует благодать, особенно в рождении сыновей, и исцеляет от болезней. Как и другие божества в Гуджарате и Раджастане, Бахучара имеет происхождение из общины Чаран. Она также считается покровительницей сообщества хиджр. Её главный храм находится в городе Бечараджи, в округе Мехсана, штат Гуджарат, Индия.

## История и легенда
Бахучара родилась в клане Дету общины Мару-Чаран в деревне Уджала (Уджлан) на территории современного округа Джайсалмер. Её отцом был Бапалдан Дету из Хароды (Умеркот), а мать Девал — из Уджлана. По словам Гадхави Самартхдан Махии, она жила около 1309 года н.э. Бахучара была одной из восьми сестер: Бахучара, Бута, Балала, Виру, Хиру, Рамешвари, Кхету, Пату. Её мать Девал сама считается сагат (божеством-покровителем) и почитается кланами Дету Чаран и раджпутами Содха.
Её отец Бапалдан был известным поэтом, который получил джагир в Саураштре и основал Бапалка. После смерти Девал в Хароде он отправил слуг, чтобы забрать Бахучару, Буту и Балал. По дороге их караван был атакован бандитом-коли Бапия в Шанкхалпуре или Шакатпуре в регионе Чунвал. Разгневанные нападением, Бахучара и её сёстры совершили трагу — ритуальное самоубийство с нанесением себе увечий, что является практикой общины Чаран, и прокляли Бапия, чтобы он потерял свою мужественность и стал евнухом. Бапия взмолился о прощении, но проклятие, совершённое через трагу, не могло быть отменено. Он опустился на колени и стал умолять: «Это не моя вина. Я жил за счёт разбоя, но никогда не нападал на брахманов и чаран. К сожалению, я по ошибке напал на повозку чаран».
Проявив милосердие, Бахучара приказала ему построить святилище в её честь и поклоняться ей в этом месте. Она провозгласила, что если «естественно оскоплённый мужчина» в женской одежде будет поклоняться ей, то он получит её благословение и найдёт место в её обители после смерти. Бапия построил святилище под деревом варахада в Шанкхалпуре. Таким образом, Бахучару стали почитать в городе Чунвал, ныне известном как Бечараджи; Бута-Бхавани — в Арнедже, недалеко от Кота; а Балала Деви — в Бакулку, недалеко от Сихора.

## Храмовые ритуалы
Ритуальные обязанности в святилище были разделены между тремя группами: землевладельцами-раджпутами Соланки из соседней деревни Калри, мусульманской группой Камалия и хиджрами (евнухами). Часть храмовых средств распределялась между этими тремя группами традиционных храмовых служителей. Исторически ритуалы в храме проводил раджпут, однако в 1859 году Саяджирао Гаеквад из Бароды впервые назначил южного брахмана, сместив раджпутских служителей. Основными последователями богини традиционно являются раджпуты, коли, чараны, бхилы и хиджры. Бахучара была божеством-покровителем правителей Соланки. Исторически, бхилы, камалия и другие совершали жертвоприношения животных в святилище. Жертвоприношение, проводимое ежегодно в Ашвин Вад 14, описывалось так: «Камалия подносили буйвола к каменному алтарю перед храмом... На лоб жертвенного животного наносили кумкум, и его почитали цветами. Белую ткань расстилали по спине животного, а гирлянду из цветов богини вешали ему на шею. Лампу, заправленную маслом из одной из тех, что горели днём и ночью возле богини, приносили и ставили на камень на площади. Затем буйвола отпускали, и если он нюхал лампу, это считалось приемлемым для богини, и его сразу же убивали, по возможности, одним ударом меча одного из коли из храмовых деревень. Цветок, смоченный кровью, подносили божеству, а очевидцы наносили кровь на свои лбы».

### Соланки
Текст бхавая XVII века «Бечараджи-веша» описывает вот такую легенду. История повествует о короле Соланки из Калри и короле Чавада из Патана, которые были близкими друзьями и планировали поженить своих детей, но у обоих родились дочери. Рождение дочери у короля Калри держали в тайне, и во время свадьбы она убежала на своей кобыле. Она остановилась у пруда и окунулась, и по благословению богини Бахучары превратилась в мужчину, чтобы исполнить свои супружеские и раджпутские обязанности. Это спасло Соланки из Калри от унижения, и они стали верными преданными святилища.

### Камалия
Камалия, одетые частично как женщины и частично участвующие в мусульманских ритуалах, были важны для служения богине. Они служили музыкантами и слугами богини. Их также считали её самыми стойкими слугами. Группа заявляет о своём праве быть смотрителями Богини-Матери в храме. Ранее они были отшельниками и имели официальную должность в храме по управлению доходами. Исключительная система прав, называемая иджара, продолжалась до 1954 года, когда она была отменена. Камалия посещали несколько деревень раз в год, чтобы получить часть урожая.

### Павия (хиджры)
Павия — это гуджаратское слово, обозначающее хиджр. Повествование о Бахучаре Мате объясняет происхождение Бахучары Маты и преданности хиджр. Стать хиджрой — это следствие проклятия Богини-Матери. Кандидаты, надеющиеся стать хиджрами, часто появляются в храме и принимаются после обсуждения со старшими членами. Хиджры продолжают носить особую одежду и всегда находятся на территории храма. Хотя они не признаны официально священниками в храме, хиджры играют важную роль в передаче благодати, или аширвада, Богини-Матери в храме.

### Изменения при правлении Гаеквадов
В 1721 году Пиладжирао Гаеквад завоевал восточный Гуджарат, включая Бароду. Гаеквады сохранили свои территории после заключения договора с Ост-Индской компанией. Однако как до, так и после завоевания Гаеквадов, контроль над землёй находился в руках могущественных землевладельцев или гарасия, включая коли, соланки и тхакарда. В середине XVIII века Гаеквады предоставляли деревни для содержания святилища. Махараджа Манаджирао построил новый храм после того, как богиня излечила его от опухоли в 1770-х годах. Впоследствии Гаеквады стали активно участвовать в управлении храмом. В 1859 году Саяджирао Гаеквад из Бароды назначил южного брахмана, Нараянарао Мадхава, для проведения храмовых ритуалов вместо раджпута. Это был первый раз, когда брахманы возглавили храмовые ритуалы. Шесть брахманов служили богине, а также были оставлены двадцать один другой храмовый служитель из разных каст.
Хотя основными поклоняющимися богине были группы, не принадлежащие к брахманам, литература, используемая храмом в современное время, в основном написана брахманами. Их тексты показывают дискомфорт по отношению к историческим храмовым практикам, несмотря на признание их силы. Один из таких авторов в 1919 году написал историю Бахучары, пытаясь связать богиню с историей Кришны, цитируя стих, предположительно из «Бхагавата-пураны», чтобы предположить, что богиня была младенцем, родившимся у Яшоды и обмененным на Кришну. Он также утверждал, что упоминание о богине можно найти в других текстах, таких как «Деви-бхагавата» и Веды. Однако он также рассказывает, что первое святилище на этом месте было построено местными пастухами: «Там, где сейчас стоит храм Бахучары, были джунгли, в которых жил махант (религиозный отшельник или священник). Пастухи (бхарвад и рабари) пасли там свой скот. Они приходили к маханту, чтобы покурить с ним и петь песни, восхваляющие богиню (деви-бхаджаны). Они построили там маленький кирпичный храм».
Повествование о Бахучаре Мате объясняет происхождение Бахучары Маты и преданность хиджр. Кроме того, оно объясняет, что стать хиджрой — это следствие проклятия Богини-Матери. Это повествование хорошо известно среди местных жителей, но не среди храмовых администраторов и официальных священников, которые являются пришлыми. Они обычно избегают общения с местными жителями, которые утратили наследственные права на управление храмом.

## Изображение и символы
Бахучара Мата изображена как женщина, которая держит меч в нижней левой руке, священные писания — в верхней левой, абхаямудру («дарующую благословения») — в нижней правой, а трезубец — в верхней правой. Она сидит на петухе, который символизирует невинность. Эта иконография символизирует баланс между насилием (меч), троицей созидания (тришул), знанием (писания Шри) и благословением (абхай хаста мудра) в мифологии Бахучары Маты. Меч символизирует её самопожертвование, тришул представляет равновесие принципов созидания, а писания подтверждают её легитимность в касте Чаран. Более того, псевдобожественный статус общины Чаран означал, что проклятие Бахучары было узаконено в силу того, что она была Чарани, а не только потому, что она была Богиней.

## Храм

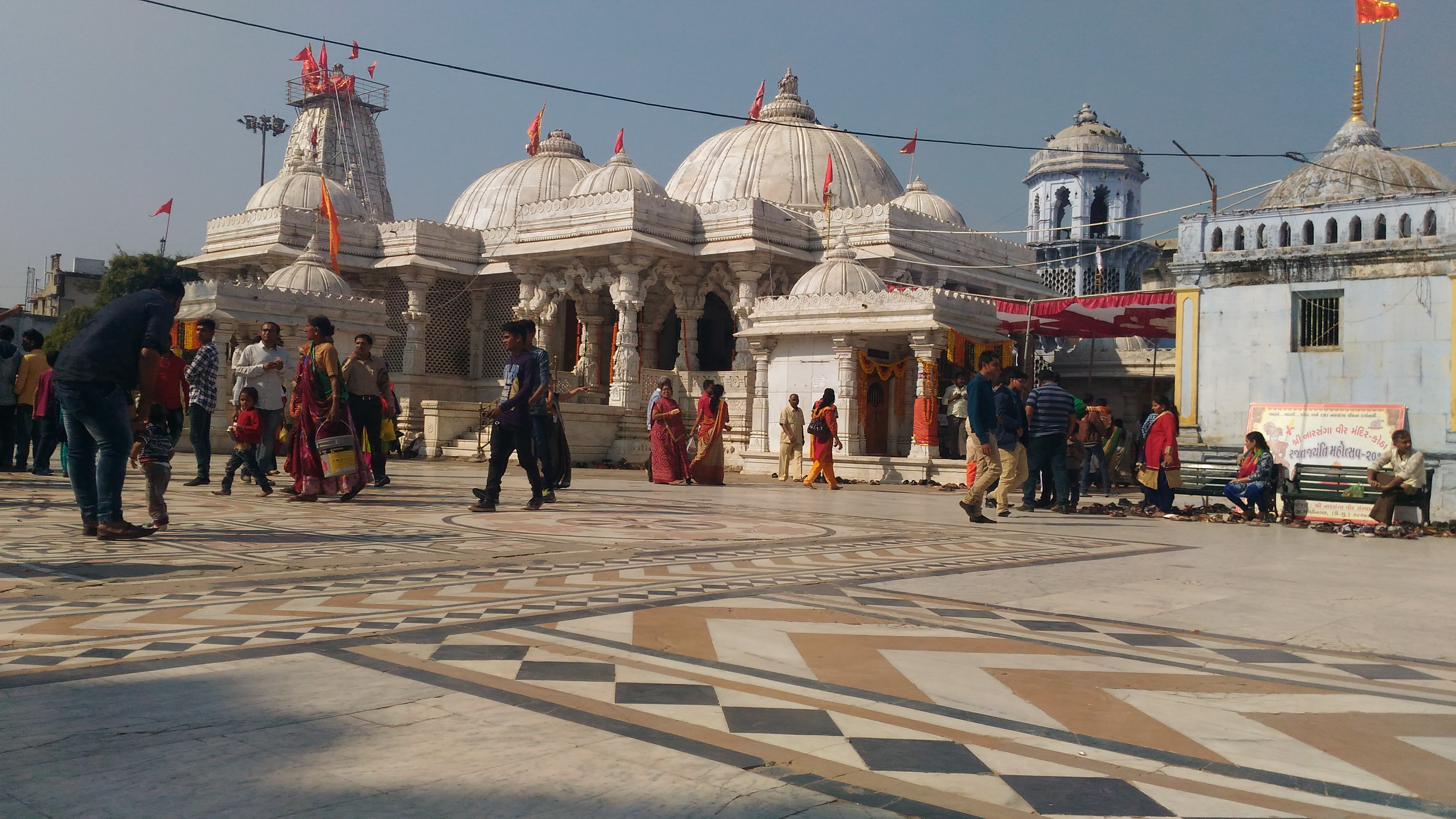
Храмовый комплекс Бахучара Мата в районе Мехсана

Храм Бахучара Мата расположен в городе Бечараджи, в округе Мехсана, Гуджарат, Индия. Он находится в 82 км от Ахмадабада и в 35 км к западу от Мехсаны. Согласно «Бомбейскому справочнику», первоначальное святилище было построено королём по имени Санкхал Радж в 1152 году н.э., а первое сохранившееся упоминание о святилище было найдено в надписи, датированной 1280 годом н.э. До XVIII века в архитектуре храма не было существенных изменений.
В храмовом комплексе находятся три святилища Богини. Самая старая часть храмового комплекса, называемая «Адьястхан» (первоначальное место), представляет собой небольшой храм, окружающий раскидистое, мелколистное дерево варахади, которое, как считается, является местом, где богиня впервые явилась. Рядом с ним находится другой небольшой храм, мадхья стхан (второе или промежуточное место), в котором находится рельефная доска, изображающая богиню, и запертая серебряная дверь на входе. Считается, что эта часть храма была построена маратхом по имени Фадванис (или чиновником с таким титулом) в XVIII веке. В 1779 году Махараджа Манаджирао Гаеквад, младший брат правителя-маратха из Бароды, построил третью постройку рядом с первоначальным святилищем после того, как богиня излечила его от опухоли. Третий храм сегодня является главным и содержит Бала-янтру из кварцевого кристалла, представляющую Богиню. Святой Капилдев и король Калари Теджпал также внесли свой вклад в строительство и реконструкцию храма. Храмовый комплекс красиво украшен резьбой по камню и настенной живописью. Хотя он менее известен за пределами Гуджарата и Раджастана, храм считается второстепенной Шакта-питхой, и каждый год его посещают около 1,5 миллиона паломников.